# Kabinett Juraševskis

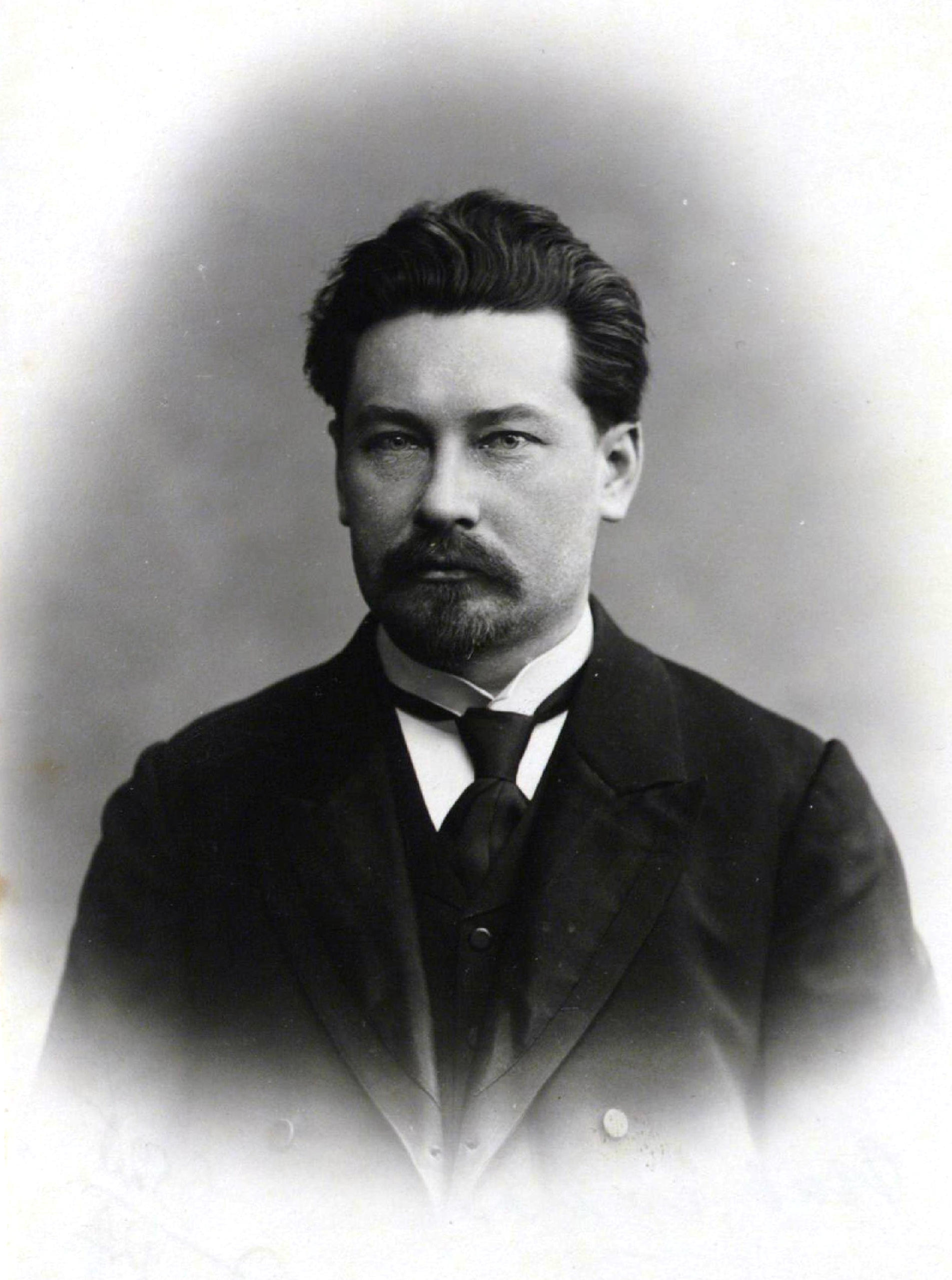
Ministerpräsident Pēteris Juraševskis

Das Kabinett Juraševskis war die 13. Regierung der Republik Lettland und wurde am 24. Januar 1928 von Ministerpräsident Pēteris Juraševskis gebildet. Das Kabinett löste das Kabinett Skujenieks I ab und blieb bis zum 24. November 1928 im Amt, woraufhin es vom Kabinett Celmiņš II abgelöst wurde.
Dem Kabinett gehörten folgende Minister an:
| Amt                                       | Amtsinhaber                         | Beginn der Amtszeit          | Ende der Amtszeit              |
| ----------------------------------------- | ----------------------------------- | ---------------------------- | ------------------------------ |
| Ministerpräsident                         | Pēteris Juraševskis                 | 24. Januar 1928              | 30. November 1928              |
| Außenminister                             | Antons Balodis                      | 24. Januar 1928              | 30. November 1928              |
| Innenminister                             | Eduards Laimiņš                     | 24. Januar 1928              | 30. November 1928              |
| Kriegsminister                            | Eduards Kalniņš                     | 24. Januar 1928              | 30. November 1928              |
| Finanzminister                            | Pēteris Juraševskis Roberts Liepiņš | 24. Januar 1928 8. März 1928 | 7. März 1928 30. November 1928 |
| Justizminister                            | Edvins Magnuss                      | 24. Januar 1928              | 30. November 1928              |
| Landwirtschaftsminister                   | Vilis Gulbis                        | 24. Januar 1928              | 30. November 1928              |
| Verkehrsminister                          | Fridrihs Ozoliņš                    | 24. Januar 1928              | 30. November 1928              |
| Minister für öffentliche Wohlfahrt        | Vladislavs Rubulis                  | 24. Januar 1928              | 30. November 1928              |
| Bildungsminister                          | Augusts Tentelis                    | 24. Januar 1928              | 30. November 1928              |
| Stellvertretender Landwirtschaftsminister | Staņislavs Ivbuls                   | 24. Januar 1928              | 30. November 1928              |